# سونزیا
سونزیا(نام علمی: Swenzia) نام یک سرده از راسته تهی‌خار است.